# شارلوت بريتز
شارلوت بريتز (بالألمانية: Charlotte Britz )‏ (و. 1958  م) هي سياسية ألمانية، ولدت في أوتفايلر، هي عضوةٌ الحزب الديمقراطي الاجتماعي الألماني.

## مناصب
تولت منصب عمدة.

## روابط خارجية
- شارلوت بريتز على موقع مونزينجر (الألمانية)